# جاني تيريرو

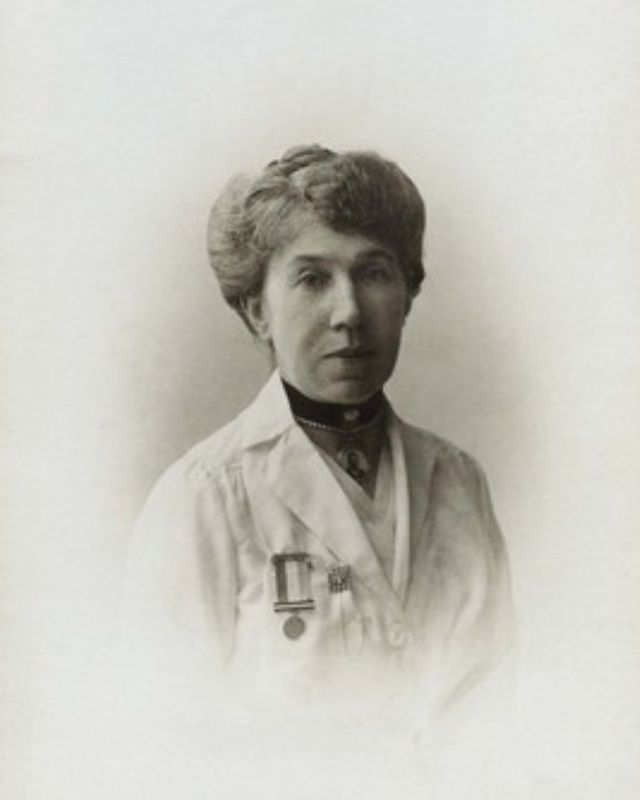

جاني تيريرو (بالإنجليزية: Janie Terrero)‏ (14 أبريل 1858 - 22 يونيو 1944) من الناشطات العسكريات في حق التصويت للمرأة، وسُجنت كعضو في الاتحاد الاجتماعي والسياسي للمرأة، وأُطعمت قسريًا (تزقيم)، ونالت ميدالية الإضراب عن الطعام من الاتحاد الاجتماعي والسياسي للمرأة.

## نشأتها
ولدت باسم جين بيدال في فينشينغفيلد في إسيكس عام 1858، وكانت الابنة الصغرى لإليزا التي كان لقبها قبل الزواج فيتش (1815-) وتوماس بيدال (1795-1865) الذي كان مزارعًا. تربت ضمن الطبقة الوسطى بطريقة مرفهة مع خادمين. تزوجت في ديسمبر 1885 بماكسيمو مانويل خوان نيبوموسينو تيريرو إي أورتيز دي روزاس (1856–1926)، ويعرف باسم مانويل تيريرو، ابن مانويلا روزاس وحفيد الجنرال خوان مانويل دي روزاس، عاش الزوجان في مسكن فير تري لودج على طريق بانيستر في ساوثامبتون من عام 1898 حتى عام،1910 ثم انتقلا إلى منزل «روكستون هاوس» في بينر، الذي بُني لأجلهما.

## نشاطها
كانت ناشطة في مجال حق التصويت للمرأة منذ كانت في الثامنة عشرة، وانضمت إلى الاتحاد الاجتماعي والسياسي للمرأة (دبليو إس بّي يو) في عام 1908. وكانت عضوًا في الاتحاد الوطني لجمعيات حق المرأة بالتصويت (إن يو دبليو إس إس). أسست فرعًا محليًا للاتحاد الاجتماعي والسياسي للمرأة في بينر في ميدلسكس في عام 1910، وأصبحت أمينته الفخرية. استضافت هي وزوجها حفلات استقبال رسمية في منزلهما «روكستون هاوس» لدعم الاتحاد الاجتماعي والسياسي للمرأة بين العامين 1905 و1907. وفي عام 1911، كانت الليدي كونستانس بولوير ليتون المتحدث الضيف في حفلة استضافتها عائلة تيريرو لدعم الاتحاد في حديقة منزلهم. مثل العديد من الناشطين الأخرين، تجنبت جاني تيريرو إحصاء عام 1911، الذي أدرج زوجها فقط في عنوان منزلهما. وبحلول عام 1912 انتقلت العائلة لتعيش في هارو. 
كانت من بين 200 امرأة اعتقلن في مارس 1912، وشاركت في حملة تحطيم النوافذ في لندن لتتزامن مع قراءة مشروع قانون التوفيق في البرلمان. ودعمها زوجها مانويل تيريرو، الذي كان عضوًا في رابطة الرجال من أجل حق المرأة في التصويت. ولكنها لم تكن تود أن يعرف عن مشاركتها في الحملة مسبقًا «كما أعرف بلطفك المعتاد وعنايتك بي كنت سترغب بالقدوم أيضًا، وهذا ما لا يمكنني السماح به». «أشعر أن شرفي كامرأة على المحك ويجب أن أقف مع البقية. إذا دخلت السجن لا تدفع الغرامة ولكن دعني أجتاز الأمر بشكل صحيح». في 2 مارس 1912، ظهرت في محكمة الصلح بو ستريت للرد على تهم الضرر المتعمد بعد تحطيمها للنوافذ. وعند إدانتها في جلسات لندن في 19 مارس 1912، تلقت عقوبة بالسجن لمدة أربعة أشهر في سجن هولواي حيث أضربت عن الطعام وتم إجبارها على الأكل مرتين. وقد أنهت طبيبة في السجن إطعامها القسري، على ما يبدو بسبب تأثيره على صحتها، وأُطلق سراحها قبل نهاية عقوبتها ببضعة أيام. وتوقيعها موجود بين التواقيع على منديل الناشطين في حق التصويت للمرأة في هولواي في مارس 1912.

كتبت فيما بعد سردًا لتجاربها في هولواي:
«بقيت في السجن الانفرادي لمدة اثني عشر يومًا، وقمت بإضرابين عن الطعام وأطعمت بشكل قسري في أبريل ومرة أخرى في يونيو. بالنسبة لأولئك الذين ينوون أن يكونوا ناشطين عسكريين، أريد أن أقول هذا؛ لا يمكنك أن تتخيل مدى شعورك بالقوة في السجن. قد تأخذ الحكومة حريتك منك وتحجزك، لكنها لا تستطيع سجن روحك. الشيء الوحيد الذي تخشاه الحكومة فعلًا هو الإضراب عن الطعام. إنهم يخشون ذلك ليس بسبب آلامنا ومعاناتنا، ولكن لأنه يضر بأغلبيتهم. جعلنا هذا السلاح نشعر بمدى قوتنا. لو أنهم تجرأوا فقط لكانوا وضعونا في حجرة الإبادة. يتعجب بعض الناس من شجاعة نسائنا، لكنني أعتقد أن الشجاعة الجسدية هي صفة إنسانية مشتركة، ولا أرى لماذا يجب أن تمتلكها المرأة بدرجة أقل من الرجال. أود أن أوضح تمامًا أن الإطعام القسري لم يكن بهدف إنقاذ الأرواح، ولكنه تصرف وحشي متعمد للإرهاب والتعذيب». 
رفضت تيريرو التوقيع على عريضة تدعو إلى «إبعاد» إيميلين وفريدريك بيثيك لورنس من الاتحاد الاجتماعي والسياسي للمرأة في عام 1912، ويبدو أنها لم تشارك كثيرًا في حملة حق المرأة في التصويت بعد ذلك.